# Fiat 509
La Fiat 509 est une voiture fabriquée par le constructeur italien Fiat entre 1925 et 1929.
C'est la première voiture italienne et la première voiture FIAT à remporter le Rallye de Monte-Carlo, en 1928, lors de sa première participation.
La Fiat 509 a fait dire à Gabriele D'Annunzio : « La voiture est féminine. Cette voiture a la grâce, l'élégance, la vivacité d'une séductrice, mais en revanche, des femmes, elle a la légèreté désinvolte pour vaincre toute frustration. ».

## Histoire
À l'occasion du Salon de l'automobile de Milan, en avril 1925, Fiat présente une nouvelle voiture qui entrera dans l'histoire automobile : la Fiat 509.
Ce fut la première voiture Fiat de petite cylindrée à être fabriquée en grande série dans la toute nouvelle usine du Lingotto. La voiture, équipée d'un moteur de seulement 990 cm3 et d'une boîte à trois rapports, est une deux portes de dimensions réduites par rapport à ses concurrentes. Elle accueille toutefois quatre adultes dans un habitacle relativement spacieux.
La nouvelle voiture peut être achetée à crédit grâce à SAVA, l'organisme de crédit créé par Fiat Finances. En moins d'une année, la Fiat 509 réussit l'exploit de devenir la voiture la plus diffusée dans le pays.

## La Fiat 509 A

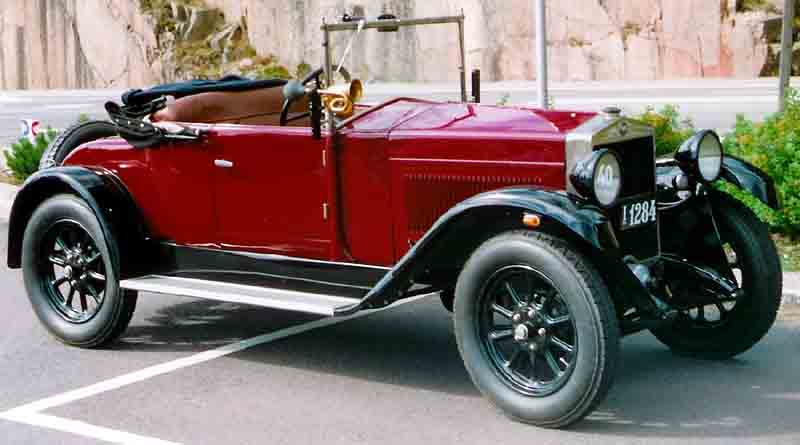
Fiat 509A Spider de 1925.

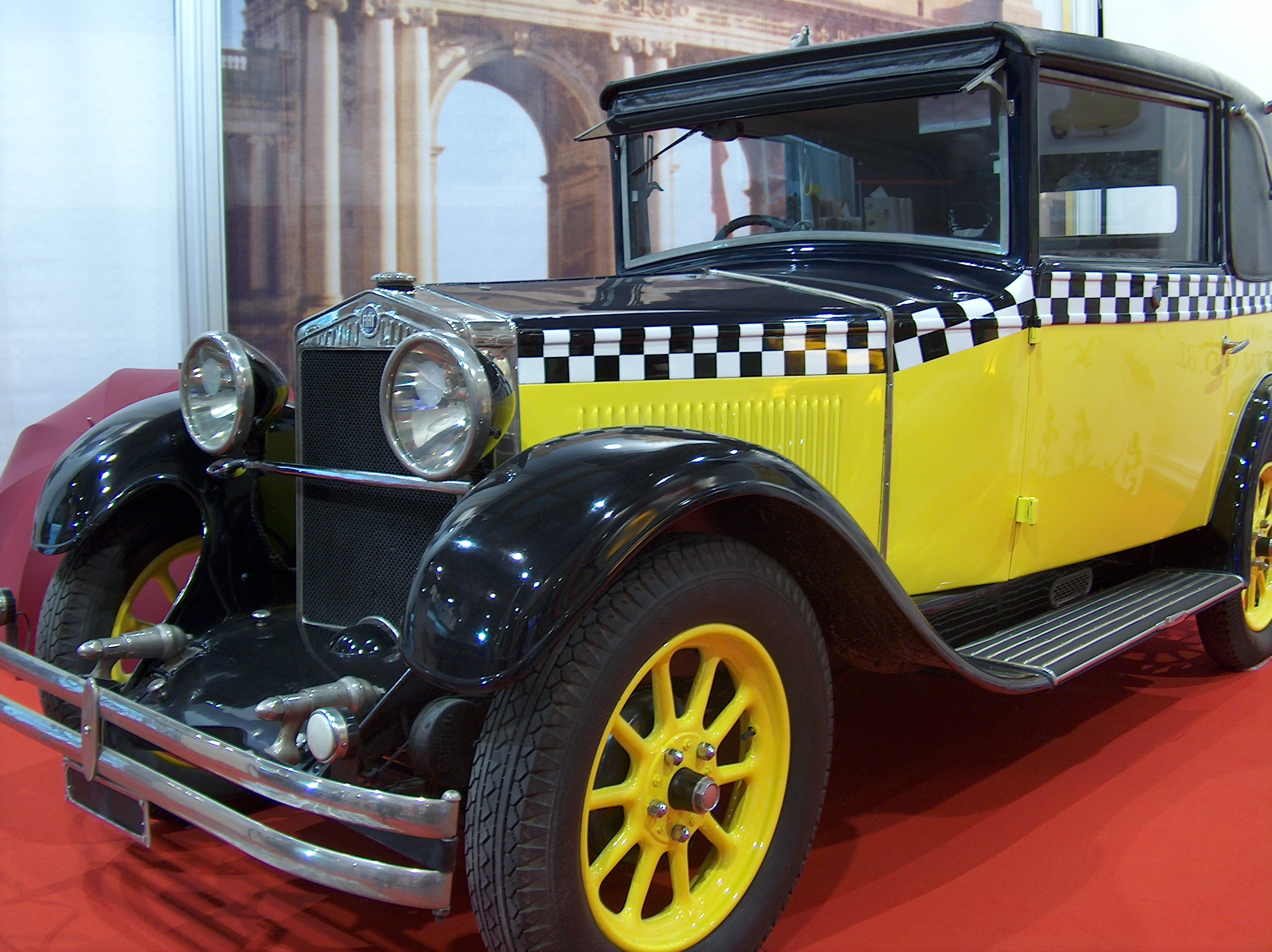
Fiat 509 à Bruxelles 2006. Cette voiture a été peinte pour ressembler à celle de Gaston Lagaffe.

En 1926, Fiat présente la version 509 A. Parmi les améliorations, il faut signaler un nouveau système de lubrification, un nouveau carburateur et une carrosserie à quatre portes. Les variantes de carrosserie disponibles sont : berline, torpédo, cabriolet, coupé et spider, S (Sportive), Taxi et commerciale 509 F.
Elle fut remplacée par la Fiat 514 après avoir été fabriquée à 92 514 exemplaires, un record quasi mondial pour l'époque.

## Succès en compétition
- La Fiat 509 fut la première automobile italienne à remporter le Rallye de Monte-Carlo en 1928 avec Jacques Bignan comme pilote usine.
- La Fiat 509 remporta également le Rallye international de Boulogne-sur-Mer et du Touquet-Paris-Plage (en provenance de Bucarest)[3].

## Dans la culture
La Fiat 509 est la voiture de Gaston Lagaffe.

## Fiat 509 F
Comme de coutume, le constructeur turinois a dérivé une version utilitaire, la Fiat 509 F.
La fourgonnette 509 F représente la réponse du constructeur turinois à la forte demande de petits véhicules spécialisés pour des besoins précis de travail et de transport, y compris pour des utilisations particulières comme les services postaux ou pour les artisans.
La robustesse du châssis de la berline Fiat 509 de base a permis, comme pour les autres modèles du constructeur, sans aucune transformation, une utilisation pour des versions utilitaires camioncino et furgoncino destinées à des utilisations très variées.
La version utilitaire de la Fiat 509 fut d'abord appelée 509 Commerciale lors de sa présentation en 1925 puis, FIAT la renomme 509 F comme les autres modèles utilitaires dérivés des berlines.
Comme la berline, elle sera remplacée par la Fiat 508 Balilla.